# Epagrius
Epagrius är ett släkte av skalbaggar. Epagrius ingår i familjen vivlar.

## Dottertaxa tillEpagrius, i alfabetisk ordning[1]
- Epagrius albosquamosus
- Epagrius brevirostris
- Epagrius constans
- Epagrius curvipes
- Epagrius foveicollis
- Epagrius grandis
- Epagrius gravidus
- Epagrius hispidus
- Epagrius hystriculus
- Epagrius inaequalis
- Epagrius jugicolla
- Epagrius laevinasus
- Epagrius metallescens
- Epagrius morosus
- Epagrius nubilosus
- Epagrius opacus
- Epagrius parade
- Epagrius praeteritus
- Epagrius pumilus
- Epagrius retrorsus
- Epagrius rugicollis
- Epagrius samson
- Epagrius simplex
- Epagrius smithi
- Epagrius tolucae
- Epagrius variolosus